# Cmentarz żydowski w Siedliszczu
Cmentarz żydowski w Siedliszczu – cmentarz społeczności żydowskiej niegdyś zamieszkującej Siedliszcze. Powstał w XIX wieku. Ma powierzchnię 0,93 ha. Znajduje się w zachodniej części miejscowości, przy obecnej ul. Szpitalnej. Został zniszczony podczas II wojny światowej. Po wojnie teren cmentarza został zalesiony. Na cmentarzu nie zachowały się żadne nagrobki. Z inicjatywy rodzin potomków żydowskich mieszkańców Siedliszcza w październiku 2021 na cmentarzu powstało upamiętnienie poświęcone społeczności żydowskiej. W upamiętnienie wkomponowano kilka fragmentów nagrobków, które zostały odzyskane z terenu miasta.